# Hugo Silveira
Hugo Gabriel Silveira Pereira (Montevideo, 23 maggio 1993) è un calciatore uruguaiano, attaccante del Racing Montevideo.

## Caratteristiche tecniche
È un centravanti.

## Carriera
Cresciuto nelle giovanili del Cerro, ha esordito il 1º dicembre 2012 in occasione del match vinto 2-0 contro il Bella Vista.

## Statistiche

### Presenze e reti nei club
Statistiche aggiornate al 15 agosto 2018.
| Stagione        | Squadra         | Campionato      | Campionato | Campionato | Coppe nazionali | Coppe nazionali | Coppe nazionali | Coppe continentali | Coppe continentali | Coppe continentali | Altre coppe | Altre coppe | Altre coppe | Totale | Totale | Totale |
| Stagione        | Squadra         | Comp            | Pres       | Reti       | Comp            | Pres            | Reti            | Comp               | Pres               | Reti               | Comp        | Pres        | Reti        | Pres   | Reti   |        |
| --------------- | --------------- | --------------- | ---------- | ---------- | --------------- | --------------- | --------------- | ------------------ | ------------------ | ------------------ | ----------- | ----------- | ----------- | ------ | ------ | ------ |
| 2012-2013       | Cerro           | PD              | 6          | 0          |                 | -               | -               |                    | -                  | -                  |             | -           | -           | 6      | 0      |        |
| 2013-2014       | Cerro           | PD              | 28         | 6          |                 | -               | -               |                    | -                  | -                  |             | -           | -           | 28     | 6      |        |
| 2014-2015       | Cerro           | PD              | 26         | 7          |                 | -               | -               |                    | -                  | -                  |             | -           | -           | 26     | 7      |        |
| 2015-2016       | Cerro           | PD              | 25         | 5          |                 | -               | -               |                    | -                  | -                  |             | -           | -           | 25     | 5      |        |
| Totale Cerro    | Totale Cerro    | Totale Cerro    | 85         | 18         |                 | -               | -               |                    | -                  | -                  |             | -           | -           | 85     | 18     |        |
| 2016            | Nacional        | PD              | 14         | 2          |                 | -               | -               |                    | -                  | -                  |             | -           | -           | 14     | 2      |        |
| 2017            | Nacional        | PD              | 29         | 7          |                 | -               | -               | CL                 | 8                  | 2                  |             | -           | -           | 37     | 9      |        |
| 2018            | Qairat          | PL              | 15         | 4          | CK              | 0               | 0               |                    | -                  | -                  | SK          | 1           | 0           | 15     | 4      |        |
| Totale carriera | Totale carriera | Totale carriera | 143        | 31         |                 | 0               | 0               |                    | 8                  | 2                  |             | 1           | 0           | 152    | 33     |        |